# Mode Heim Handwerk

Logo der Ausstellung

Die Mode Heim Handwerk in Essen ist eine Verbrauchermesse und zählt mit bis zu 140.000 Besuchern zu den größten Verbrauchermessen in Deutschland. Sie findet seit 1970 jedes Jahr in der Messe Essen statt.
Dabei präsentieren über 650 Aussteller ihr Angebot und beraten rund um die Themengebiete Christmastown, Wohnen & Leben, Mode & Beauty, Kulinarisches & Praktisches, Bauen & Renovieren sowie Hobby & Freizeit.